# Марьям-Дере
Марьям-Дере (Мерьем-Дере) — узкая долина (урочище, балка) в Бахчисарайском районе Крыма. Длина Марьям-Дере около 2 км. Находится между плато Бурунчак и Успенской скалой. Название означает «Ущелье Марии» (дере с тюрк. — ущелье).
Через Марьям-Дере проходит дорога из Бахчисарая в Чуфут-Кале. На территории долины расположены памятники трёх различных религий — Успенский монастырь (христианство), азиз Гази Мансур (ислам) и караимское кладбище (караизм). Кроме того, в Марьям-Дере расположены два родника.
В настоящее время объекты на территории ущелья имеют адреса по улице Басенко, Бахчисарай.

## История

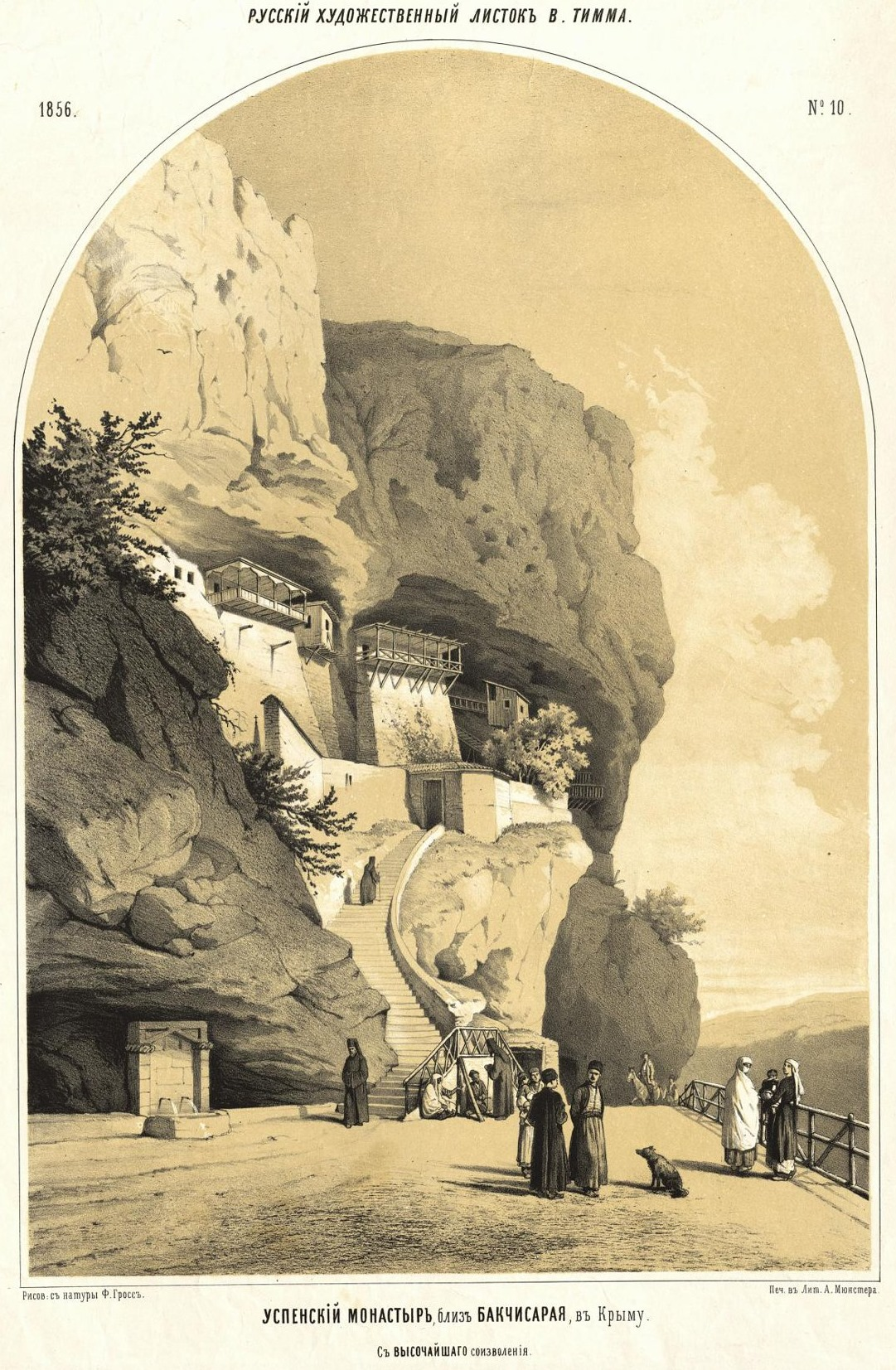
Успенский монастырь

Местность заселена со времён палеолита. В соседнем ущелье Канлы-Дере находится известная Старосельская стоянка — пещерная стоянка позднего периода Мустьерской культуры, исследованная А. А. Формозовым.
В ходе археологических раскопок под руководством Павла Бабенчикова 1946—1947 годов на территории Марьям-Дере был найден могильник. В 1948 году исследования здесь проводил Евгений Веймарн, а с 1950 по 1961 год — Владислав Кропоткин. В ходе раскопок было обнаружено 109 склепов, 24 подбойные могилы и 2 грунтовых могильника. В самих могильниках был найден инвентарь характерный для раннесредневековых могильников горного Крыма. Так среди найденных объектов были: серебряные и бронзовые пряжки, фибулы, височные кольца, разнообразные наборы бус, а также известняковые надгробия, на которых были высечены кресты простой формы. Найденные захоронения принадлежали аланам и сарматам. Погребальные сооружения располагались очень густо и нередко перекрывали друг друга. Большинство погребений (76,9 % от общего количества) были обнаружены в земляных склепах. Сам могильник относится к VI—X векам.
В 1977—1978 годах на склоне балки были произведены раскопки в ходе которых были найдены строительные остатки VIII—IX веков.
В VIII—IX веках в балке Марьям-Дере была основана деревня Мариамполь, просуществовавшая до 1778 года, когда греки-христиане от сюда были переселены в Северное Приазовье, где они основали город Мариуполь.
В XV веке в центральной части Марьям-Дере начал свою работу православный монастырь Успения Богородицы. После захвата полуострова турками здесь размещалась резиденция православного митрополита. После исхода христиан из Крыма в 1778 году деятельность монастыря фактически прекращается. Возрождение деятельности происходит уже после присоединения Крыма к Российской империи.
На территории Марьям-Дере также расположены остатки текие дервишей (мусульманского монастыря) и некрополя Газы-Мансура. Некоторые сохранившиеся надгробия относятся к первой половиной XV века.
В верховьях Марьям-Дере расположена Иософатова долина, где находится караимское кладбище. Самое ранее захоронение на кладбище относится к 1364 году. Основная часть захоронений производилось в XVII—XIX веках.

## Достопримечательности

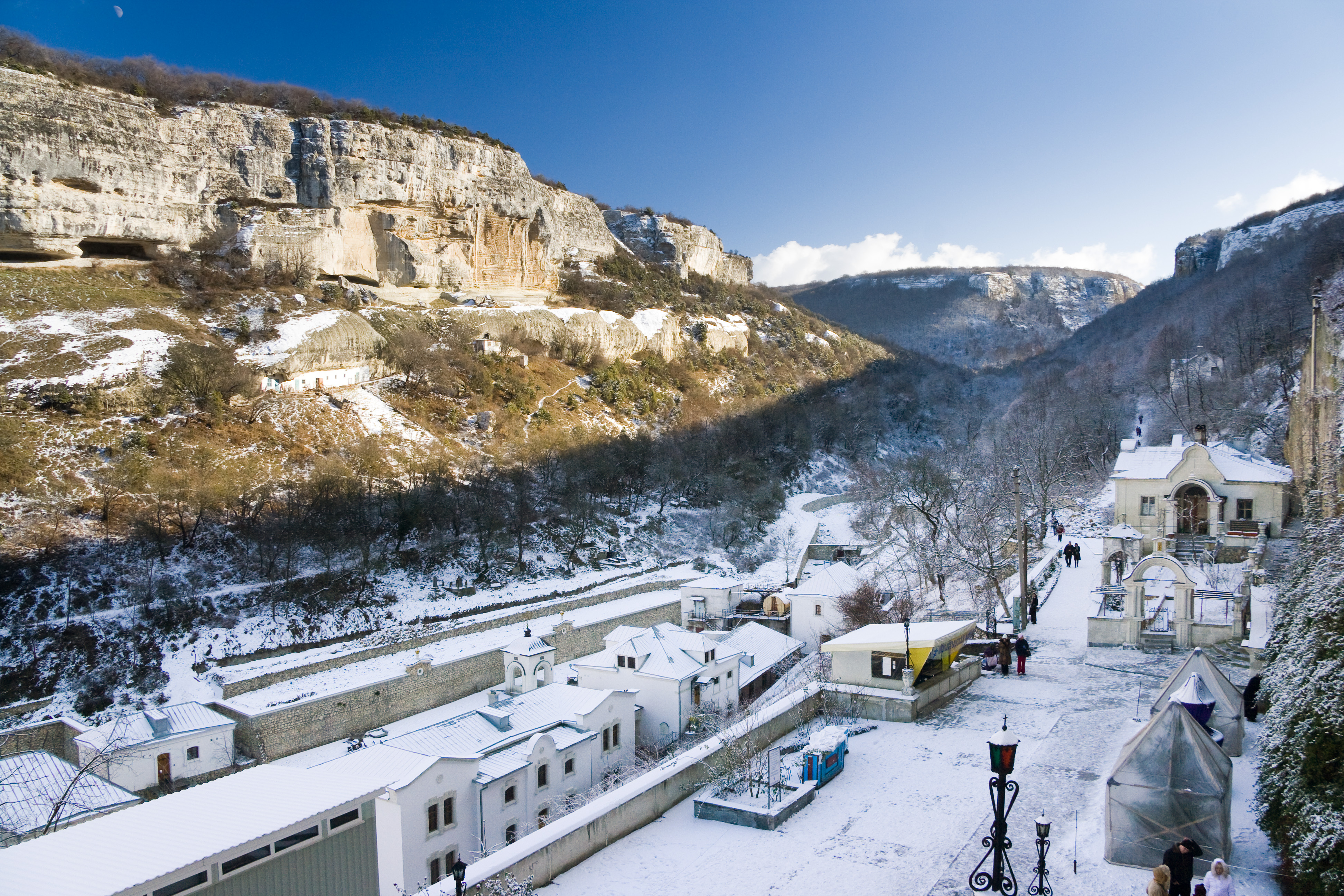
Марьям-Дере с парадной лестницы Успенского монастыря
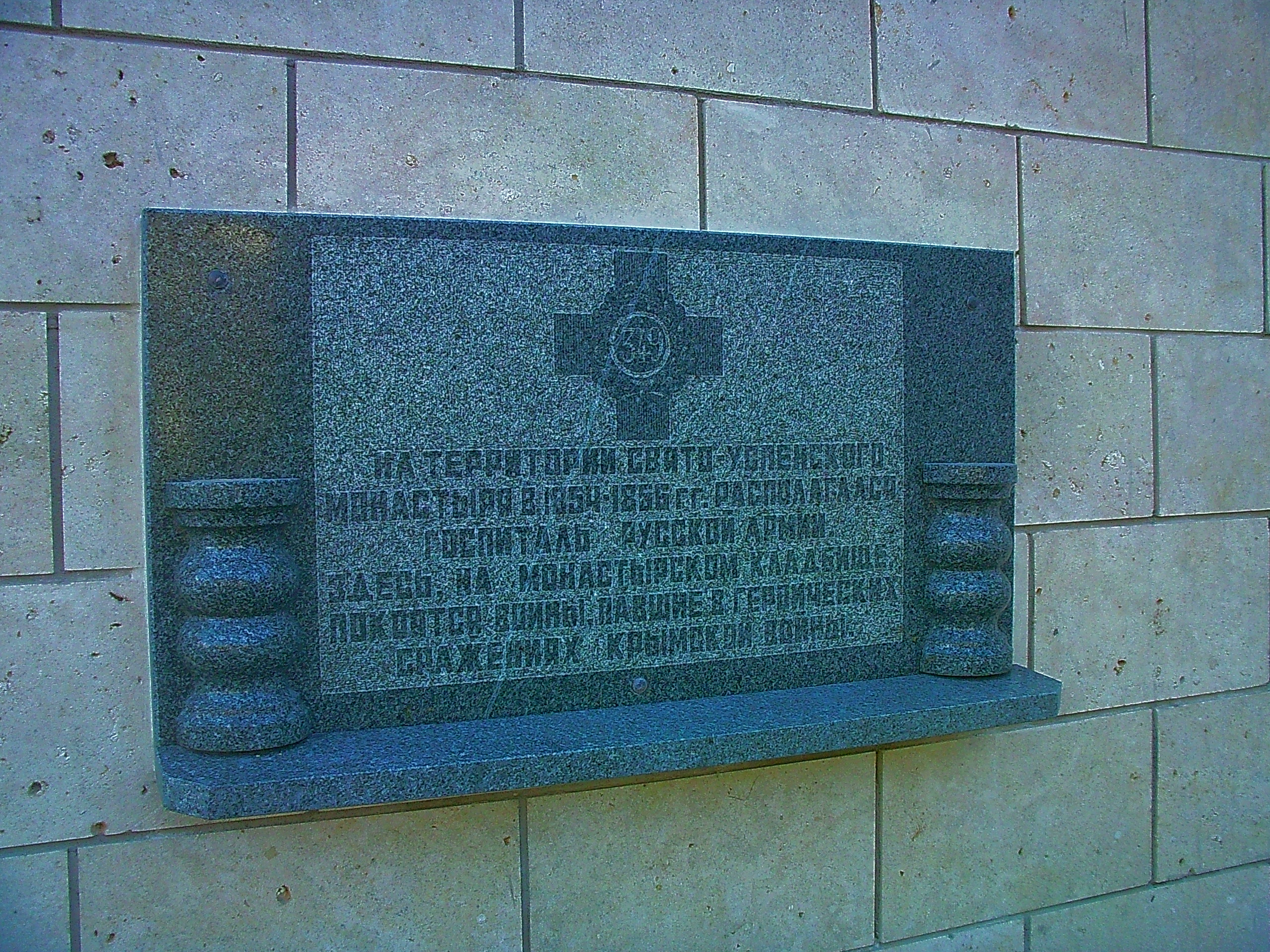
Мемориальная доска госпиталя времён Крымской войны на территории монастыря
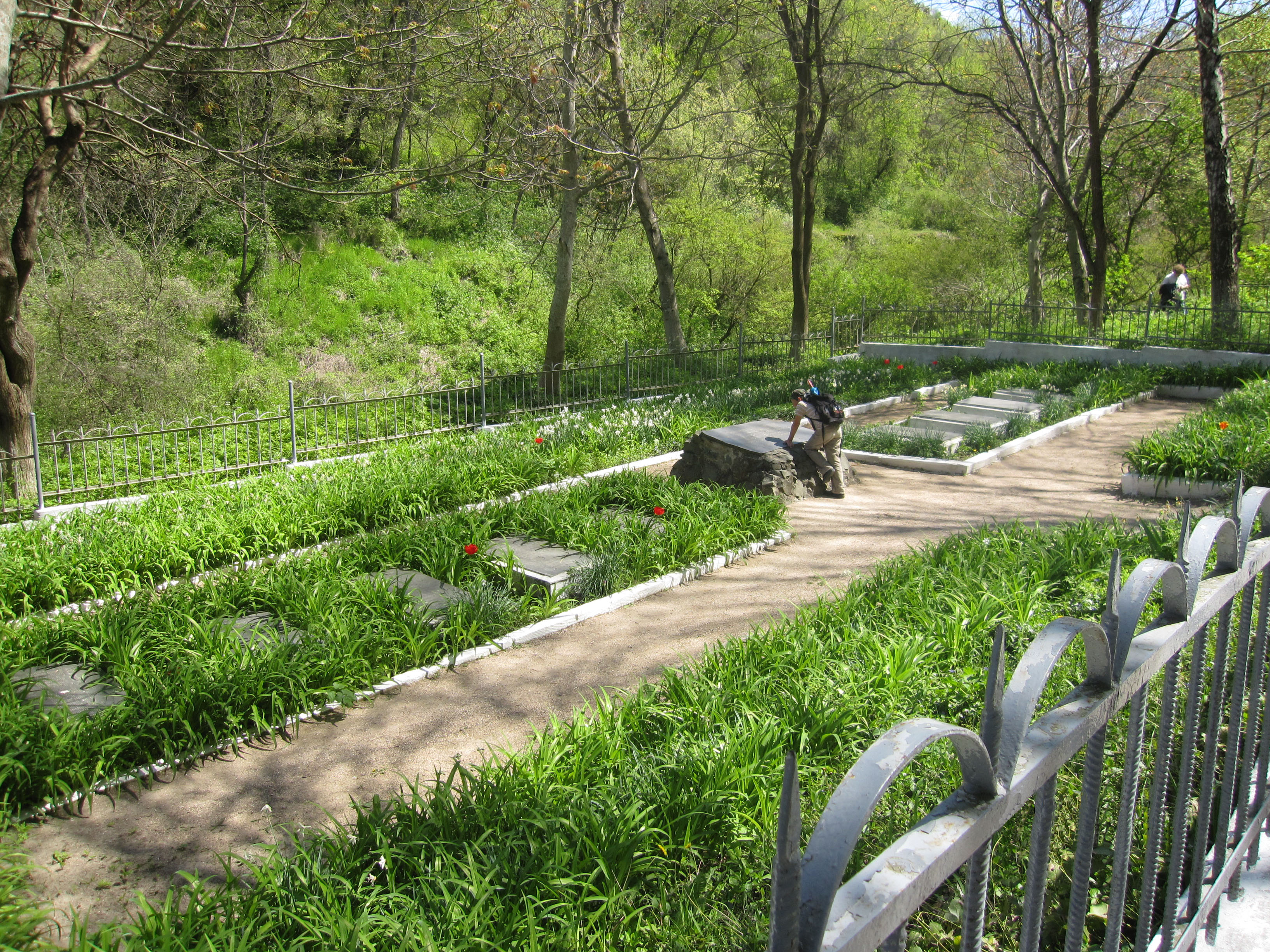
Братское кладбище советских войнов
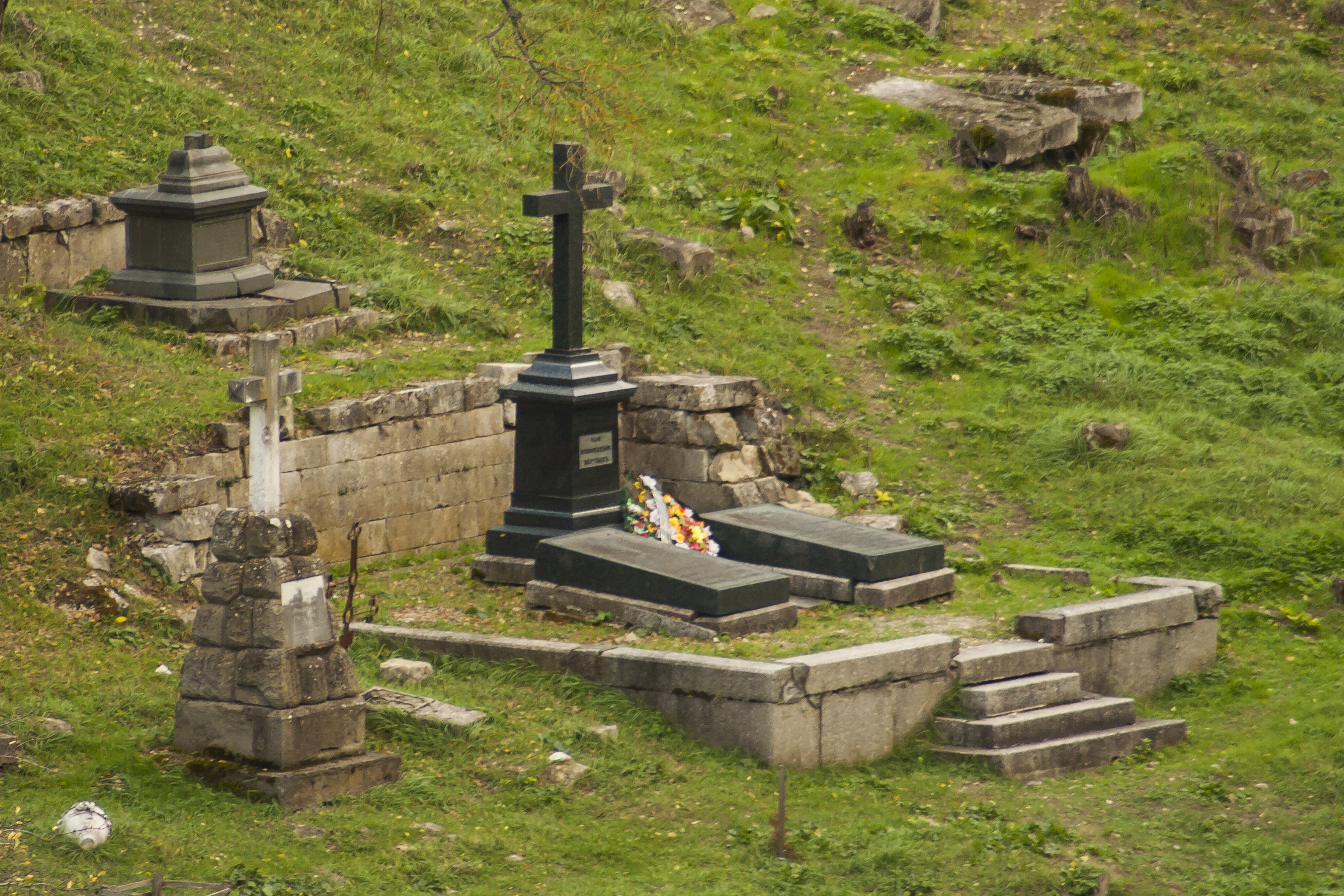
Могилы генерал-майора П. В. Веймарна, генерал-адъютанта П. А. Вревского
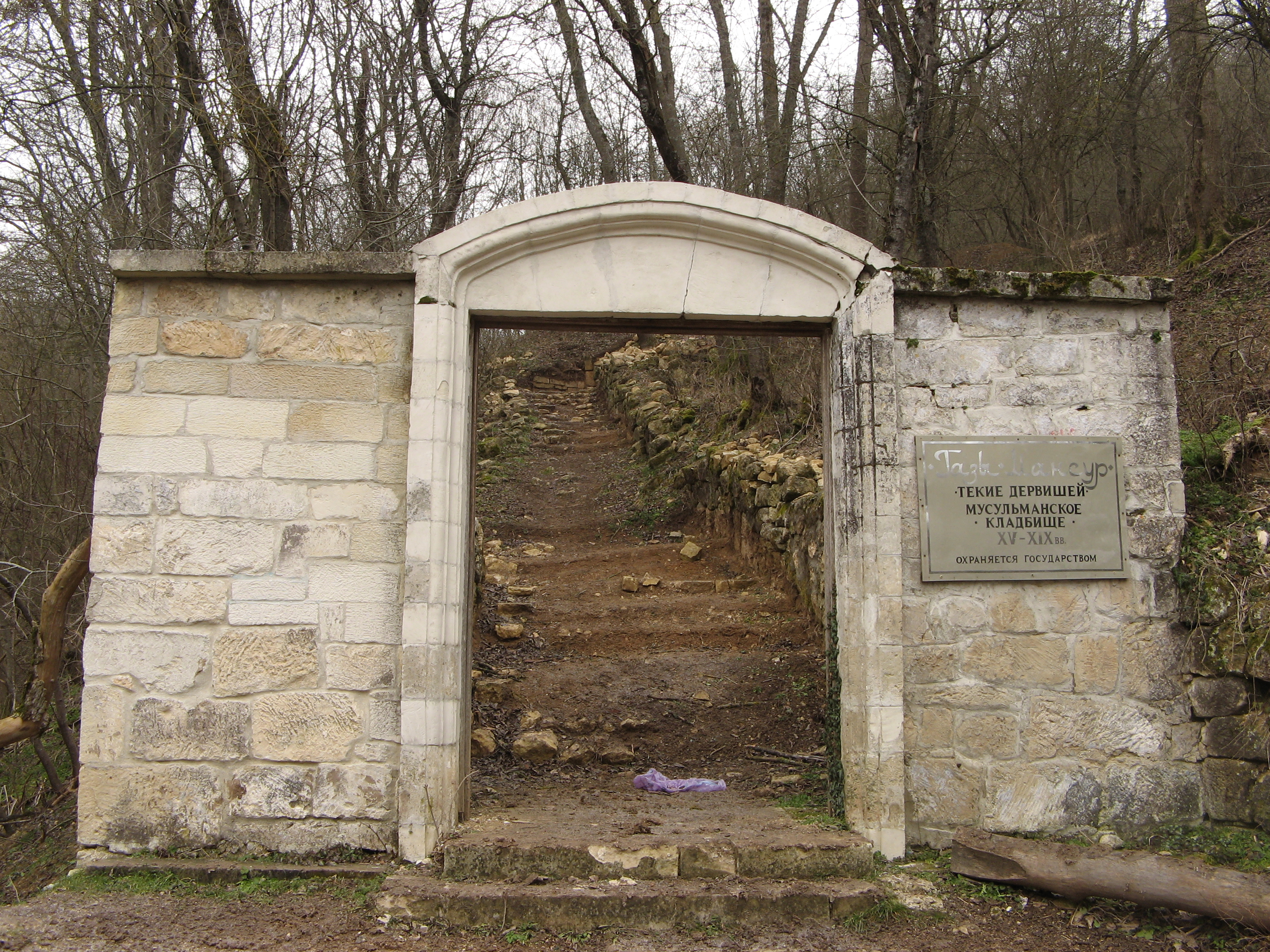
Азиз Гази Мансур
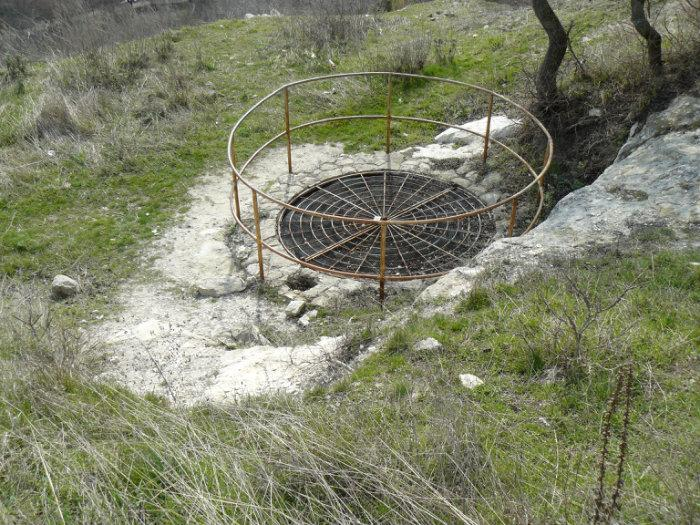
Устье осадного колодца Тик-Кую, в 150 м от Южных (Малых) ворот Чуфут-Кале, под стеной Пенджере-исар
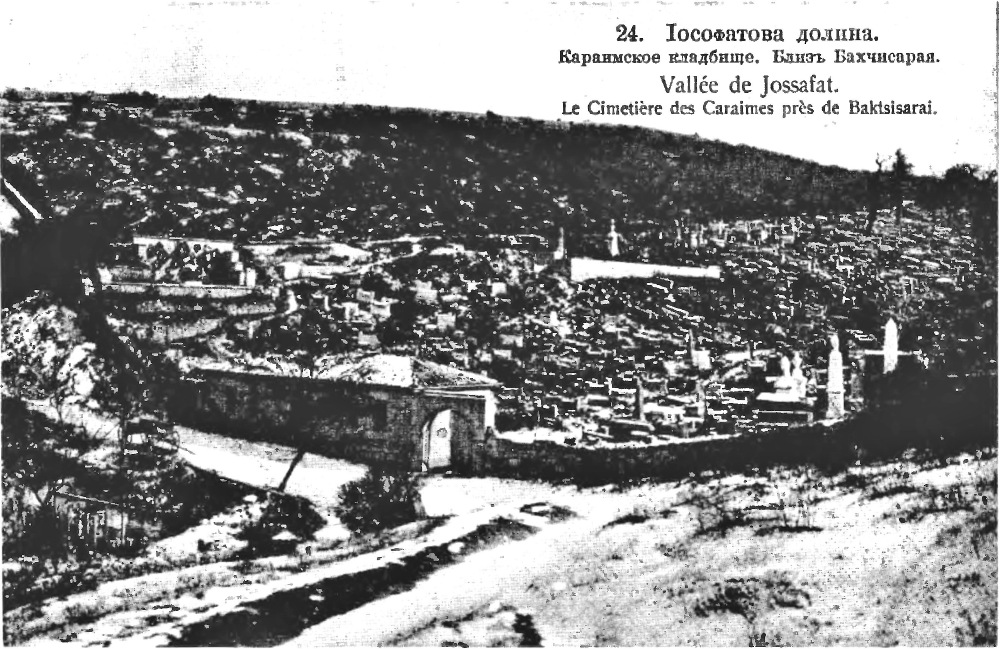
Верховье балка Марьям-Дере - Иосафатова долина. Почтовая карточка 1900-х. Вид с северо-запада
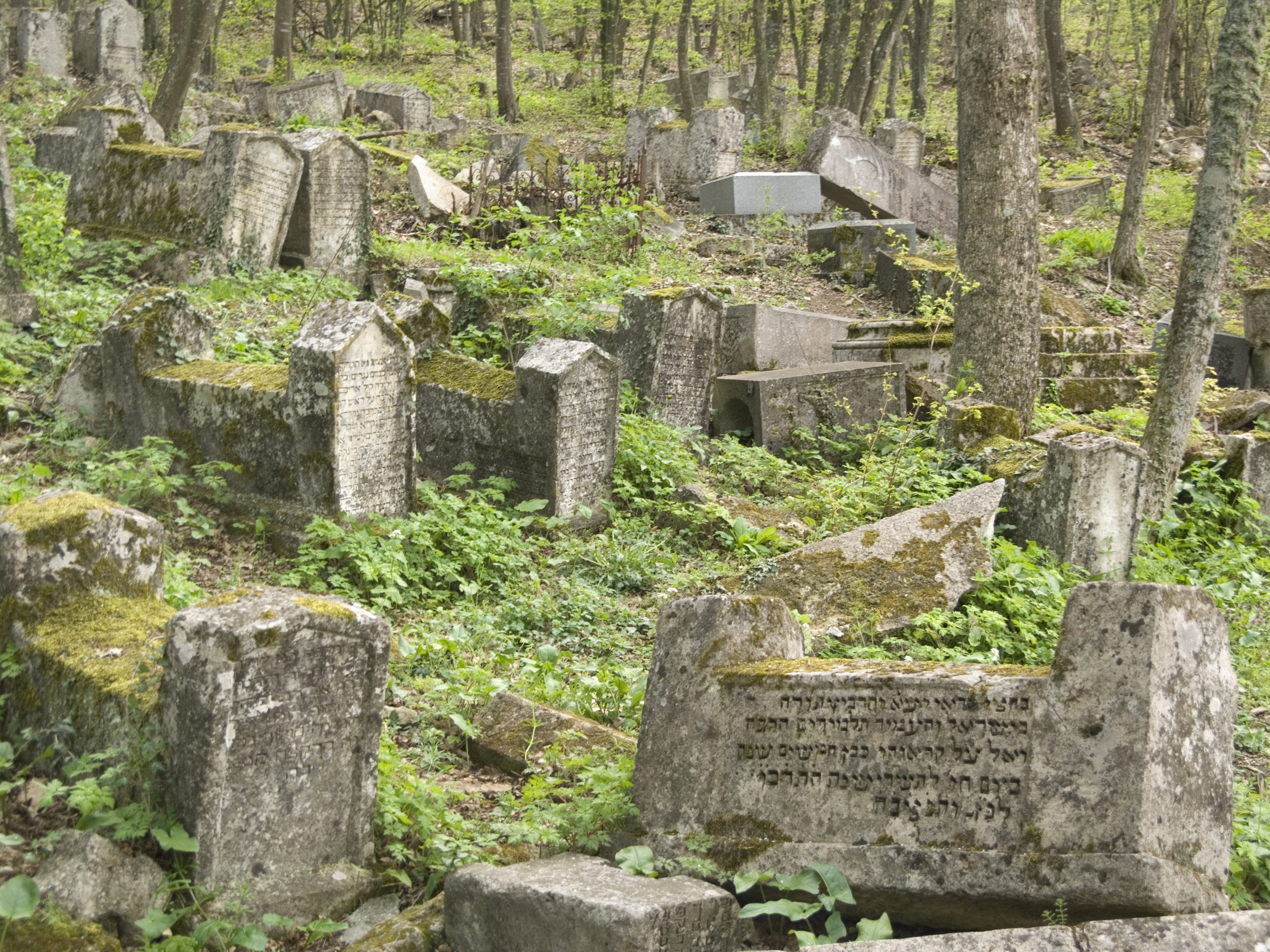
Караимское кладбище

- Успенский монастырь  Объект культурного наследия народов РФ федерального значения. Рег. № 911520361230006 (ЕГРОКН)
- Потайная лестница Успенского монастыря на верхнее плато
- Могила генерал-майора П. В. Веймарна, убитого в сражении на Черной речке 16 августа 1855 года  Объект культурного наследия народов РФ регионального значения. Рег. № 911710919940005 (ЕГРОКН)
- Могилы генерал-адъютанта, барона, участника Крымской войны и обороны Севастополя П. А. Вревского и его жены баронессы А. С. Вревской  Объект культурного наследия народов РФ регионального значения. Рег. № 911710919980005 (ЕГРОКН)
- Братское кладбище советских воинов - захоронения воинов, умерших от ран в 871-м передвижном походном госпитале 4-го Украинского фронта в 1944 году  Объект культурного наследия народов РФ регионального значения. Рег. № 911720919970005 (ЕГРОКН)
- Осадный колодец Тик-Кую
- Азиз Гази Мансур
- Караимское кладбище в Иосафатовой долине и ботанический памятник природы Священная роща Балта-Тиймез